# Bonia
Els bambús del gènere Bonia o Monocladus de la subfamília bambusoideae de la família Poaceae, són plantes de clima tropical, amb rizoma simpoidal.

## Taxonomia
- Bonia amplexicaulis
- Bonia levigata
- Bonia saxatilis
- Bonia solida
- Bonia tonkinensis
- etc.